# Cantone di Pontoise
Il Cantone di Pontoise è una divisione amministrativa dell'arrondissement di Pontoise.
A seguito della riforma complessiva dei cantoni del 2014 è passato da 1 a 32 comuni.

## Composizione
Prima della riforma del 2014 comprendeva il solo comune di Pontoise.
Dal 2015 comprende i comuni di:
- Ableiges
- Arronville
- Le Bellay-en-Vexin
- Berville
- Boissy-l'Aillerie
- Bréançon
- Brignancourt
- Chars
- Commeny
- Cormeilles-en-Vexin
- Courcelles-sur-Viosne
- Ennery
- Épiais-Rhus
- Frémécourt
- Génicourt
- Gouzangrez
- Grisy-les-Plâtres
- Haravilliers
- Le Heaulme
- Livilliers
- Marines
- Menouville
- Montgeroult
- Moussy
- Neuilly-en-Vexin
- Nucourt
- Le Perchay
- Pontoise
- Santeuil
- Theuville
- Us
- Vallangoujard